# Gomoa West
Gomoa West är ett distrikt i Ghana. Det ligger i regionen Centralregionen, i den södra delen av landet, 70 km sydväst om huvudstaden Accra.